# سازمان نگهداری از گیاهان اروپا و مدیترانه
سازمان نگهداری از گیاهان اروپا و مدیترانه ( EPPO ) یک سازمان میان دولتی است که مسئول همکاری اروپا در نگهداری از گیاهان در اروپا و مدیترانه است. 
این سازمان در ۱۸ آوریل ۱۹۵۱ (۲۸ فروردین ۱۳۳۰) در پاریس ، فرانسه پایه ریزی شد، (EPPO) سازمان منطقه ای حفاظت از گیاهان در اروپا تحت کنوانسیون بین المللی حفاظت از گیاهان (IPPC) است. 
سازمان برای دستیابی به اهداف خود برای نگهداری از گیاهان، پس از شناسایی آفات خطرناک، راه کار هایی مانند جلوگیری از گسترش آنها و ترویج روش های مهار ایمن و موثر بر پایه استانداردها و توصیه های بین المللی را به کار می گیرد و همچنین در گفت و گو ها و نشست های جهانی در مورد سلامت گیاه شرکت می کند.

## کشورهای عضو EPPO
تا تاریخ فوریه ۲۰۲۱:
| آلبانی · الجزایر · اتریش · جمهوری آذربایجان · بلاروس · بلژیک · بوسنی و هرزگوین · بلغارستان · کرواسی · قبرس · جمهوری چک · دانمارک · استونی · فنلاند · فرانسه · گرجستان · آلمان · یونان · | گرنزی · مجارستان · جمهوری ایرلند · اسرائیل · ایتالیا · جرزی · اردن · قزاقستان · قرقیزستان · لتونی · لیتوانی · لوکزامبورگ · مالت · مولدووا · مونته‌نگرو · مراکش · هلند · مقدونیه شمالی · | نروژ · لهستان · پرتغال · رومانی · روسیه · صربستان · اسلواکی · اسلوونی · اسپانیا · سوئد · سوئیس · تونس · ترکیه · اوکراین · بریتانیا · ازبکستان · |

## لینک های خارجی
- وب سایت EPPO
- پایگاه جهانی EPPO
- بولتن EPPO
- پلتفرم EPPO در تجزیه و تحلیل خطر آفات
- پایگاه داده EPPO در مورد تخصص تشخیصی
- EPPO-Q-bank